# 娅尔米拉·盖多绍娃

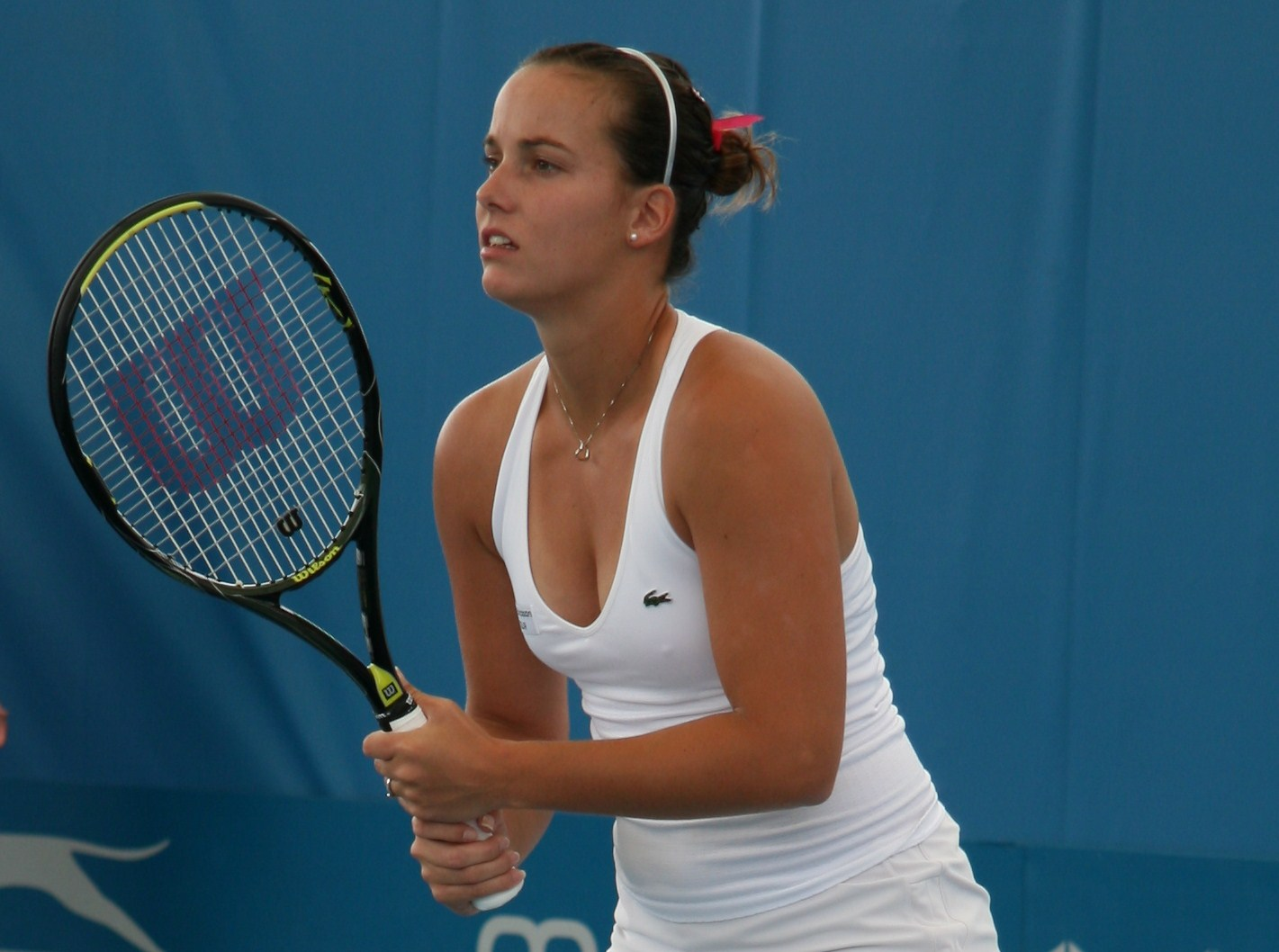
娅尔米拉·盖多绍娃

娅尔米拉·盖多绍娃（1987年4月26日—），澳大利亚女子网球运动员。她曾获得澳大利亚网球公开赛混合双打冠军。她也曾参加2012年夏季奥林匹克运动会。